# Chinstrap Cove
Die Chinstrap Cove ist eine Bucht an der Nordwestküste von Clarence Island im Archipel der Südlichen Shetlandinseln. Sie liegt 5 km nordöstlich des Escarpada Point.
Teilnehmer der British Joint Services Expedition (1970–1971) nahmen die Benennung vor. Namensgeber ist der Zügelpinguin (Phygoscelis antarctica, englisch Chinstrap penguin), zu dessen Brutgebieten die Bucht gehört.